# Astracantha
Astracantha es un género de plantas con flores  perteneciente a la familia Fabaceae. Comprende 270 especies descritas y de estas, solo 241 aceptadas.

## Historia
El botánico alemán; Dieter Podlech describió el género Astracantha en 1983, como un género separado del astragalus espinoso de Oriente Medio basada en la anatomía de la columna vertebral. Esta separación en dos géneros fue abandonada en 1997 después de la obra de S. Zaire y D. Podlech, y Astracantha se incluyen de nuevo en el género astrágalo.
Algunos autores lo consideran sinonimia del género Astragalus

## Taxonomía
El género fue descrito por Dieter Podlech y publicado en Mitteilungen der Botanischen Staatssammlung München 19: 4. 1983.
Etimología

## Especies seleccionadas
- Astracantha acetabulosa
- Astracantha acicularis
- Astracantha acmophylla
- Astracantha acmophylloides
- Astracantha adanica
- Astracantha adscendens
- Astracantha adusta
- Astracantha aitosensis
- Astracantha cretica (Lam.) Podlech - Tragacanto común o goma tragacanto de Grecia[6]
- Astracantha granatensis (Lam.) Podlech - Granébano[6]
- Astracantha gummifera (Labill.) Podlech - Alquitira o goma tragacanto del Líbano o tragacanto común[6]